# Маглавіт (комуна)
Маглавіт (рум. Maglavit) — комуна у повіті Долж в Румунії. До складу комуни входять такі села (дані про населення за 2002 рік):
- Маглавіт (4077 осіб)
- Хунія (1718 осіб)

Комуна розташована на відстані 243 км на захід від Бухареста, 65 км на південний захід від Крайови.

## Населення
За даними перепису населення 2002 року у комуні проживали 5795 осіб.
Національний склад населення комуни:
| Національність | Кількість осіб | Відсоток |
| -------------- | -------------- | -------- |
| румуни         | 5338           | 92,1%    |
| цигани         | 455            | 7,9%     |
| українці       | 1              | < 0,1%   |
| німці          | 1              | < 0,1%   |

Рідною мовою назвали:
| Мова      | Кількість осіб | Відсоток |
| --------- | -------------- | -------- |
| румунська | 5378           | 92,8%    |
| циганська | 416            | 7,2%     |
| німецька  | 1              | < 0,1%   |

Склад населення комуни за віросповіданням:
| Релігія     | Кількість осіб | Відсоток |
| ----------- | -------------- | -------- |
| православні | 5781           | 99,8%    |
| баптисти    | 14             | 0,2%     |